# Sarajevo
Sarajevo (stari hrvatski naziv: Vrhbosna) glavni je i najveći grad Bosne i Hercegovine. Nalazi se na rijeci Miljacki, desnom pritoku Bosne, u istočnom dijelu sarajevsko-zeničke kotline. Prema popisu stanovništva iz 2013. godine, Sarajevo je imalo 275.524 stanovnika, a prema procjeni iz lipnja 2019., taj broj se spustio na 274.879 stanovnika. Šire područje grada okuplja više od pola milijuna stanovnika.
Sarajevo je najveći grad u Bosni i Hercegovini i istaknuto kulturno središte u Jugoistočnoj Europi. Grad je poznat po svojoj tradicionalnoj kulturnoj i vjerskoj raznolikosti, koja uključuju pripadnike: islama, pravoslavlja, judaizma i katolicizma. Zbog svoje duge i bogate povijesti i pripadnosti, vjerskih i kulturnih raznolikosti, Sarajevo se ponekad naziva "Jeruzalem Europe".
Iako postoje dokazi o postojanju ljudskog naselja na tom području još od prapovijesti, moderni grad je nastao u 15. stoljeću kao osmansko uporište, kada se carstvo proširilo Europom. Sarajevo je više puta kroz svoju povijest steklo međunarodni ugled. Godine 1895., to je bio prvi grad u Europi i drugi grad u svijetu koji je imao mrežu električnog tramvaja koja prolazi kroz grad, nakon San Francisca. Godine 1914. to je bilo mjesto atentata na nadvojvodu Franza Ferdinanda koji je izvršio lokalni aktivist Mlade Bosne, Gavrilo Princip, ubojstvo koje je izazvalo Prvi svjetski rat. To je rezultiralo krajem austro-ugarske vladavine u Bosni i stvaranjem Kraljevine Jugoslavije.
Kasnije, nakon Drugog svjetskog rata, područje je došlo pod kontrolu komunističke Socijalističke Republike Bosne i Hercegovine unutar republike također poznate kao Druga Jugoslavija. Kako je Sarajevo proglašeno glavnim gradom ove veće republike, njegovo stanovništvo i poduzeća brzo su se širili, uz ulaganja u infrastrukturu i gospodarski razvoj.
Godine 1984. socijalistička je republika bila domaćin Zimskih olimpijskih igara, koje su označile razdoblje prosperiteta za grad. Međutim, nakon početka rata u BiH, grad je pretrpio najdužu opsadu jednog glavnog grada u povijesti modernog ratovanja, ukupno 1425 dana, od 5. travnja 1992. do 29. veljače 1996., koliko su srpske snage grad držale pod opsadom uz teror i počinjenje mnogobrojnih ratnih zločina nad sarajevskim civilima.
Uz nastavak poslijeratne obnove, Sarajevo je najbrže rastući grad u Bosni i Hercegovini. Serija turističkih vodiča Lonely Planet rangirala je Sarajevo kao 43. najbolji grad na svijetu. U prosincu 2009. preporučio je Sarajevo kao jedan od deset najboljih gradova koje treba posjetiti u 2010. Sarajevo je 2011. godine nominirano za Europsku prijestolnicu kulture 2014. godine. Odabran je za domaćina Olimpijskog festivala europske mladeži. Osim toga, u listopadu 2019. Sarajevo je proglašeno UNESCO-vim kreativnim gradom jer je kulturu stavilo u središte svojih razvojnih strategija. Također je rangiran kao jedan od osamnaest svjetskih gradova filma.

## Etimologija
Ime Sarajevo potječe od turske imenice saray, što znači "palača" ili "kuća" (od perzijskog sarāy, سرای, istog značenja). U slavenskim jezicima, dodatak "evo" može označavati posvojnu imenicu, čime ime Sarajevo postaje 'grad palače'.
Prvi put se ime Sarajevo spominje u pismu Firuz-bega iz 1507. godine. Službeno ime tijekom 400 godina osmanske vladavine bilo je Saraybosna ("Palača Bosne"), što je ostalo ime grada na turskom jeziku.
Sarajevo ima mnogo nadimaka. Najraniji je Šeher, izraz koji je Isa-beg Ishaković koristio da opiše grad koji je namjeravao sagraditi—što je turski za "grad" (şehir), a dolazi od perzijskog shahr (شهر, što znači "grad"). Kako se Sarajevo razvijalo, brojni nadimci dolazili su iz usporedbi s drugim gradovima u islamskom svijetu, tj. "Damask sjevera" i "europski Jeruzalem"; potonji je najpopularniji.

## Zemljopis
Sarajevo je smješteno u središnjoj Bosni i Hercegovini. Obuhvaća više reljefnih tipova: ravnicu u jugozapadnom dijelu grada, blago brežuljkasto zemljište, te visoke planinske predjele. Nadmorska visina se kreće od blizu 500 metara u središtu Sarajeva do više od 2000 metara u Istočnom Sarajevu. Rijeke i manji vodotoci u Sarajevu su: Miljacka, Bosna,  Željeznica i Zujevina.

### Klima
Klima u Sarajevu varira od umjereno kontinentalne do oštre planinske. Prosječna godišnja temperatura iznosi 9,5 °C, a prosječna količina oborina je oko 900 mm. Najtopliji mjesec je kolovoz, a najhladniji siječanj. Najviše oborina je rujnu, dok je najmanje u siječnju i ožujku.
Najniža zabilježena temperatura je -26,4 °C (24. siječnja 1942.), a najviša 40 °C (19. kolovoza 1946.)

## Povijest
Povijest Sarajeva u velikoj je mjeri uvjetovana zemljopisnim položajem grada. Plodna ravnica uz obale rijeka Miljacke, Željeznice, Bosne i pritoka, okružena s tri strane visokim i do modernih vremena praktično neprohodnim planinama, bila je idealno mjesto za formiranje utvrđenih naselja, što je u nekim razdobljima bilo itekako bitno.  
Fortifikacijski, obrambeni objekti i naselja oko njih nastajali su na obroncima tih planina, što potvrđuju i arheološki nalazi iz neolita, brončanog i željeznog doba. Najznačajniji su pronađeni na lokalitetima Debelo brdo i Butmir. 
U srednjem vijeku formiraju se, uz postojeća, i naselja u samoj dolini, sa svrhom brže i učinkovitije trgovine. U tom je smislu veoma važna uloga dubrovačkih trgovaca, odnosno pogodnosti koje je za obje strane donio trgovački sporazum s ondašnjim Dubrovnikom. 
Biskup Ponza je 1238. godine sagradio u mjestu Brdu kod Vrhbosne katedralu sv. Petra i Pavla i uz katedralu kaptol. Time je naselje na mjestu današnjeg Sarajeva tri stoljeća prije osmanlijske okupacije dobio ime Vrhbosanje. Iz tih vremena datira kamen s ugraviranim natpisom: 'Beati Petri in Verb(osna)". Utvrda Vrhbosna spominje se 1379. godine. Župa istog imena spominje se 1415. godine.
Tijekom osvajačkih pohoda u 15. stoljeću, osmanski Turci zauzimaju Bosnu i Hercegovinu. Isa-beg Isaković na ozemlju srednjovjekovnog grada Vrhbosne (Vrhbosanja) i okolnih sela podiže prvu džamiju, gradi rezidencijalni objekt i most, odnosno stvara jezgru oko koje će u idućim stoljećima nastati veliki osmanski grad.
U Sarajevu se spominje franjevačka župa još u 16. stoljeću, kad su zabilježeni progoni između 1521. i 1524. god. u kojima su ubijeni franjevci. Župom su upravljali iz visočkog samostana sve dok nije napušten koncem 17. stoljeća. Od tada brigu o župi vode kreševski franjevci. Sredinom ovog stoljeća ovdašnji su katolici mahom hrvatski kolonisti iz Dubrovnika, naseljeni u latinskoj mahali (četvrti). Većinom su to bili trgovci, a i ostali stanovnici ove mahale bili su uglavnom katolici. Imali su crkvu Bezgrješnog začeća. Prodor Eugena Savojskog do Sarajeva 1697. godine bio je koban. Crkva je izgorjela, a katolici su većinom napustili grad. Broj katolika polako raste tijekom 18. stoljeća, ali početkom 19. stoljeća broj opet opada. Porast bilježe nakon austro-ugarskog zaposjedanja.
Latinska je četvrt ostavila trag u imenu mosta Latinske ćuprije, jednog od najstarijih sarajevskih mostova.
Nakon Berlinskog kongresa, Austro-Ugarska dobiva mandat za preuzimanje uprave nad Bosnom i Hercegovinom. Nakon jednodnevnih borbi austrougarska vojska ulazi u Sarajevo 19. kolovoza 1878. godine i formira upravu koja će potrajati sve do okončanja Prvog svjetskog rata. 
U 1914. godini, u Sarajevu su ubijeni austrougarski prijestolonasljednik Franz Ferdinand i njegova supruga Sophie, čime je započeo Prvi svjetski rat. Sedamdeset godina kasnije, 1984. godine u gradu se održavaju 14. Zimske olimpijske igre.
Veliki požar zahvatio je Sarajevo 1879. godine.
U Kraljevini Jugoslaviji Sarajevo je bilo glavni grad Drinske banovine. Za vrijeme Nezavisne Države Hrvatske, Sarajevo je bilo upravo sjedište Velike župe Vrhbosne.
Dana 24. siječnja 1942. izmjerena je najniža temperatura u Sarajevu ikad: –26,4 Celzijeva stupnja. Dana 28. lipnja 1941. donesena je Naredba o nazivu sjedišta Velike župe Vrhbosna, po kojoj se ime grada iz Sarajevo mijenja u Sarajvo. Hrvatski državni ured za jezik kasnije se negativno izrazio o ovoj promjeni te se sam naziv i nije toliko ustalio.
Poslije Drugog svjetskog rata grad se ubrzano industrijalizirao i širio s izgradnjom novih stambenih naselja na zapadu i sjeveru.
Od 1992. do 1995. godine, tijekom rata u Bosni i Hercegovini, grad je bio pod najdužom opsadom u povijesti suvremenog ratovanja, za vrijeme koje je uslijed srpskih ratnih djelovanja, terora i ratnih zločina oko 12.000 ljudi izgubilo živote, a još oko 50.000 je ranjeno.
Koncert U2 u Sarajevu dogodio se 23. rujna 1997., kada je irski rock sastav U2 nastupio na stadionu Koševo, u sklopu PopMart turneje. Oni su bili prvi veliki glazbenici, koji su održali koncert u gradu nakon završetka rata u Bosni i Hercegovini 1995. Otprilike 45,000 ljudi nazočilo je koncertu.

## Poznate osobe
- Jala Brat, bosanskohercegovački pjevač
- Goran Bregović, bosanskohercegovački glazbenik
- Branko Crvenkovski, makedonski predsjednik
- Nedeljko Čabrinović, sudionik Sarajevskog atentata
- Saša Čađo, srpska košarkašica
- Zdravko Čolić, bosanskohercegovački pjevač
- Predrag Danilović, srpski košarkaš
- Deen, bosanskohercegovački pjevač
- Dragan Đokanović, bosanskohercegovački političar
- Edin Džeko, bosanskohercegovački nogometaš
- Damir Džumhur, bosanskohercegovački tenisač
- David Elazar, izraelski general i načelnik generalštaba Izraelskih obrambenih snaga
- Bekim Fehmiu, albanski glumac
- Zlata Filipović, hrvatska spisateljica
- Faruk Hadžibegić, bosanskohercegovački nogometaš i trener
- Aleksandar Hemon, američko-bosanskohercegovački pisac
- Bakir Izetbegović, član Predsjedništva Bosne i Hercegovine
- Miljenko Jergović, hrvatski pisac
- Josip Katalinski, bosanskohercegovački nogometaš
- Željko Komšić, član Predsjedništva Bosne i Hercegovine
- Momčilo Krajišnik, član Predsjedništva Bosne i Hercegovine
- Emir Kusturica, srpski filmski redatelj
- Dalal Midhat-Talakić, bosanskohercegovačka pjevačica
- Haris Medunjanin, bosanskohercegovački nogometaš
- Dino Merlin, bosanskohercegovački pjevač
- Ivana Miličević, američko-hrvatska glumica
- Tomo Miličević, američko-hrvatski glazbenik
- Kemal Monteno, bosanskohercegovački pjevač
- Ivica Osim, bosanskohercegovački nogometaš i trener
- Vladimir Petković, hrvatsko-švicarski nogometaš i trener
- Vladimir Prelog, hrvatsko-švicarski kemičar i nobelovac
- Haris Silajdžić, član Predsjedništva Bosne i Hercegovine
- Ivan Sokolov, bosanskohercegovački-nizoemski šahist
- Mario Stanić, hrvatski nogometaš
- Jadranka Stojaković, srpska pjevačica
- Vojislav Šešelj, srpski političar i ratni zločinac
- Boris Tadić, srpski predsjednik
- Zlatko Vujović, hrvatski nogometaš
- Ervin Zukanović, bosanskohercegovački nogometaš
- Denis Zvizdić, bosanskohercegovački političar
- Jasmila Žbanić, bosanskohercegovačka redateljica

## Stanovništvo
Prema popisu stanovništva 2013. godine, Grad Sarajevo ima 275.524 stanovnika, od toga 271.194 stanovnika u naseljenom mjestu Sarajevo.
| Stanovništvo Grada Sarajeva |                  |                  |                  |
| godina popisa               | 1991.            | 1981.            | 1971.            |
| Muslimani                   | 259.470 (49,23%) | 189.139 (42,16%) | 161.088 (44,81%) |
| Srbi                        | 157.143 (29,81%) | 132.646 (29,57%) | 130.138 (36,20%) |
| Hrvati                      | 34.873 (6,61%)   | 36.714 (8,18%)   | 41.354 (11,50%)  |
| Jugoslaveni                 | 56.470 (10,71%)  | 75.563 (16,84%)  | 13.551 (3,76%)   |
| ostali i nepoznato          | 19.093 (3,62%)   | 14.457 (3,22%)   | 13.321 (3,70%)   |
| ukupno                      | 527.049          | 448.519          | 359.452          |

#### Sarajevo (naseljeno mjesto), nacionalni sastav
| Sarajevo           |                  |                  |                  |
| godina popisa      | 1991.            | 1981.            | 1971.            |
| Muslimani          | 208.827 (50,13%) | 136.487 (42,78%) | 114.942 (47,11%) |
| Srbi               | 108.074 (25,94%) | 74.120 (23,23%)  | 70.230 (28,78%)  |
| Hrvati             | 30.839 (7,40%)   | 31.051 (9,73%)   | 34.844 (14,28%)  |
| Jugoslaveni        | 51.875 (12,45%)  | 65.136 (20,41%)  | 12.277 (5,03%)   |
| ostali i nepoznato | 16.882 (4,05%)   | 12.223 (3,83%)   | 11.687 (4,79%)   |
| ukupno             | 416.497          | 319.017          | 243.980          |

### Etnički sastav Sarajeva po naseljima
Popis stanovništva 2013. godine
- Etnički sastav Sarajeva po naseljima 2013. godine
- Etnički sastav Sarajeva po naseljima 2013. godine
- Udio Bošnjaka u Sarajevu 2013. godine
- Udio Srba u Sarajevu 2013. godine
- Udio Hrvata u Sarajevu 2013. godine

## Uprava
Do rata 1992. - 95., Grad Sarajevo pokrivao je ozemlje gradskih općina: Centar, Ilidža, Novi Grad, Novo Sarajevo i Stari Grad, te prigradskih općina: Hadžići, Ilijaš, Pale, Trnovo i Vogošća (cijelo područje 527.049 stanovnika). 
Nakon rata Grad Sarajevo dobiva status jedinice lokalne samouprave i ulazi u sastav entiteta Federacija BiH. Obuhvatio je općine Centar, Hadžići, Ilidža, Ilijaš, Novi Grad, Novo Sarajevo, Stari Grad i federalni dio bivše općine Trnovo. 
Čelna tijela vlasti u Gradu Sarajevo su Gradonačelnik, u čijem je djelokrugu rad gradskih službi, te Gradsko vijeće.  
Od dijelova predratnih općina Novi Grad, Novo Sarajevo, Stari Grad, Trnovo, Pale i cijelog teritorija općine Sokolac 1993. formiran je Grad Istočno Sarajevo, koji je pripao entitetu Republici Srpskoj. Izvršna i zakonodavna tijela vlasti u Istočnom Sarajevu su Gradonačelnik i Skupština grada Istočno Sarajevo.

## Promet
Sarajevo je središte cestovnog prometa u BiH. Sedam magistralnih cesta povezuje grad s ostalim dijelovima zemlje. Na sjever vodi M5 u pravcu Travnika, Banje Luke i Bihaća, M17 ka Zenici i Doboju, kao i M18 prema Tuzli. Na istok vode M5 prema Višegradu i Goraždu, kao i M19 ka Zvorniku. Na jug vodi M18 preko Foče za Dubrovnik, a na zapad M17 u pravcu Mostara.
Od 2003. Sarajevo je povezano autocestom A1 s mjestima Ilijaš, Visoko, Kakanj i Zenica. Planirana europska autocesta, koridor 5c, prolazi kraj Sarajeva povezujući ga s Budimpeštom na sjeveru i s Pločama na jugu.
Položaj Sarajeva, uske gradske ulice i nedostatak parkinga ograničavaju automobilski promet u gradu, te su podzemne garaže dosta česta pojava. U vrijeme Olimpijskih igara grad je dobio dio zaobilaznice što je djelomice olakšalo prometnu situaciju, no 2,6 km i dva tunela koja su trebala povezati naselja Ciglane i Pofalići, zbog nedostatka novca, još nisu u potpunosti završeni. Sam centar grada pretvoren je 1970-ih u pješačku zonu. Dvije glavne ulice u gradu su Titova i Zmaja od Bosne.
Električni tramvaji, koji su u službi od 1885., najstarija su vrsta javnog prijevoza u gradu.
Naselja Dobrinja i Vogošća od 1980-ih povezana su s centrom grada trolejbusnim linijama. Trolejbusna veza s Vogošćom je prekinuta za vrijeme rata. Danas u gradu postoji pet trolejbusnih te mnogo autobusnih linija koje autobusima i za Sarajevo specifičnim minibusima (kombibus) povezuju strme i teško dostupne dijelove grada s centrom. 
Glavna željeznička postaja u Sarajevu se nalazi u sjevernom dijelu grada. Grad je dnevno željeznicom povezan sa Zagrebom, Beogradom i Pločama, a od 2002. ponovno s Budimpeštom. Dobro razgranatom autobusnom mrežom Sarajevo je dostupno iz bilo kojeg pravca.
Međunarodna zračna luka Sarajevo (SJJ) smještena je desetak kilometara jugozapadno od centra grada, u naselju Butmir. Otvorena je 1969. godine i povezuje Sarajevo s europskim gradovima. Tijekom rata koristila se za letove UN-a i transport humanitarne pomoći. Od Daytonskog sporazuma otvorena je za putničke letove. Među ostalim zrakoplovnim tvrtkama koristi ju i Croatia Airlines. Godine 2019. 1.143.680 putnika je prošlo kroz sarajevsku zračnu luku, za razliku od samo 25.000 iz 1996. godine.

## Komunikacije i mediji
Kao glavni i najveći grad Bosne i Hercegovine, Sarajevo je medijsko središte u zemlji. Većina komunikacijskih i medijskih infrastruktura je uništena tijekom rata, ali rekonstrukcija je pomogla modernizaciji medija. Internet je ponovo postao dostupan u gradu 1995.
Oslobođenje, osnovano 1943., su najstarije sarajevske dnevne novine i jedine koje su preživjele rat. Ipak tiražem su ove novine iza Dnevnog avaza, osnovanog 1995. i Jutarnjih novina. U druge lokalne periodične novine spadaju novine Hrvatska riječ na hrvatskom jeziku i magazin Start, kao i tjednici Slobodna Bosna i BH dani.
Bosanskohercegovačka televizija je državna TV stanica, jedna od tri u Bosni i Hercegovini. Druge stanice u gradu su NRTV "Studio 99", NTV Hayat, Open Broadcast Network, TV Kantona Sarajevo i TV Alfa. Postoje nezavisne, privatne i institucionalne radio stanice, poput Radija M, RSG, eFM studentskog radija, Radija 202 (do prve polovice 2010.) i Radija BIR. Pored ovih, i Radio Slobodna Europa, kao i nekoliko američkih i zapadno-evropskih stanica.

### Arhitektura i znamenitosti
U arhitektonskom smislu, Sarajevo je zanimljiv primjer prepletanja raznih umjetničkih utjecaja, odnosno graditeljskih stilova. Unutar uske kotline, široke tek kilometar-dva, koja se značajnije širi tek u današnjoj općini Novi Grad, odnosno u istočnom dijelu Sarajevskog polja, smješteni su brojni egzemplarni objekti ranoosmanske, zrele osmanske arhitekture, potom neogotička, neoromanička, eklektistička, secesijska, futuristička i druga zdanja. 
Iz razdoblja osmanske vlasti u Bosni i Hercegovini posebice je značajan dobro očuvani trgovački dio grada, Baščaršija, bogat jedinstvenim arhitektonskim ostvarenjima osmanske gradske arhitekture.

#### Vjerski objekti
- Džamija Muslihudina Čekrekčije
- Crkva sv. Vinka Paulskog u Sarajevu
- Katedrala Srca Isusova
- Stara srpska pravoslavna crkva u Sarajevu
- Saborna crkva u Sarajevu
- Franjevački samostan sv. Ante na Bistriku
- Jordanska džamija
- Sarajevska sinagoga
- Careva džamija u Sarajevu
- Gazihusrefbegova džamija
- Alipašina džamija
- Franjevački studentski centar
- Crkva sv. Ignacija Lojolskog
- Crkva svetog Preobraženja u Sarajevu
- Crkva presvetog Trojstva

## Obrazovanje
Kako su obrti i trgovina bili u vrhu gospodarskih prioriteta grada od njegova osnutka, tako se i početci školstva moraju vezati za ta područja života. Obrazovanje budućih obrtnika i trgovaca, odvijalo se kod istaknutih i dokazanih majstora, a znanja su uglavnom prenošena i testirana u praksi. No, nije zanemarivana ni vjerska poduka, o kojoj su skrb, ovisno o mogućnostima, preuzimale vjerske zajednice. Prednjačila je, po prirodi stvari, najbrojnija islamska vjerska zajednica, koja je imala institucijalno razvijen sustav vjerskog školstva sve do visokoškolskog ranga, što potvrđuje činjenica da je u šesnaestom stoljeću funkcionirala visoka teološka škola sufijske orijentacije, u kojoj je proučavano, uz teologiju i filozofiju i šerijatsko pravo.  
Spomenuta teološka škola obično se smatra pretečom Sveučilišta u Sarajevu, osnovanog 1949. godine.
Devedesetih godina dvadesetog stoljeća Sarajevo je imalo zaokružen školski sustav, od pučkoškolske do sveučilišne razine, a demokratske promjene donijele su i mogućnost otvaranja privatnih škola, pa danas (2009.) u Sarajevu funkcionira nekoliko škola i fakulteta u privatnom vlasništvu.

### Visokoškolske ustanove
- Sveučilište u Sarajevu (utemeljeno 1949.)
- Međunarodno sveučilište u Sarajevu (utemeljeno 2003.)
- Franjevačka teologija (od 1909.)

- Katolički bogoslovni fakultet

Katolički bogoslovni fakultet u Sarajevu zasnovan je na temeljima najstarije sustavno organizirane visokoškolske ustanove u BiH, Vrhbosanske katoličke teologije, koju je 1890. utemeljio prvi vrhbosanski nadbiskup dr. Josip Stadler. Ova je visokoškolska ustanova od svoga osnutka izvršavala svoje crkveno poslanje odgoja i obrazovanja svećeničkih kandidata koji su nakon svoje formacije preuzimali svoj dio odgovorne svećeničke službe u Vrhbosanskoj metropoliji. Katolički bogoslovni fakultet uz ovu zadaću koju ima od svog osnutka, danas ima i zadaću formacije katoličkih laika koji će nakon završenog studija preuzeti svoj dio odgovornosti u Crkvi i društvu, te na taj način izvršavati svoje poslanje u svijetu, koje je Krist povjerio svim svojim učenicima.

## Kultura
- Hrvatsko planinarsko društvo "Bjelašnica - 1923", Sarajevo[27]
- HKD Napredak
- Sarajevski jazz festival
- Sarajevo Film Festival
- ansambli suvremene glazbe MOMUS i Masmantra
- ansambli Allegro i Preporod
- Sarajevska filharmonija
- Sarajevska zima
- Baščaršijske noći
- Sarajevski filmski festival
- Narodno pozorište Sarajevo

## Sport
Malonogometni turnir Fis Gol održava se od 1983. Međunarodni memorijalni boksački turnir „Mustafa Hajrulahović Talijan“ održava se od 2003. Memorijalni turnir u malom fudbalu, „Asim Ferhatović Hase“ održava se od 1993. Ljetni kup - Sarajevo održava se od 2013, a od 2008. međunarodni malonogometni turnir Šampion junior kup. Održava se Memorijalni futsal turnir "Asovi Careve".

### Zimske olimpijske igre
Sarajevo je 1984. bilo domaćin XIV. Zimskih olimpijskih igara, za koje se smatra da su bile najbolje organizirane do tada.

### Sportski klubovi
- nogomet
- FK Sarajevo
- FK Željezničar Sarajevo
- FK Olimpic Sarajevo
- FK Famos SAŠK Napredak Hrasnica
- rukomet
- RK Bosna Sarajevo
- RK Željezničar
- košarka
- KK Bosna
- džudo
- Judo Klub Sarajevo[32]

## Gradovi partneri
| - Tirana - Tlemcen - Baku - Zagreb - Tianjin - Friedrichshafen | - Magdeburg - Wolfsburg - Dayton - Serre-Chevalier - Coventry - Ferrara | - Napulj - Prato - Venecija - Calgary - Kuvajt (grad) - Tripoli | - Innsbruck - Stockholm - Barcelona - Madrid - Ankara - Bursa | - Istanbul - Budimpešta - Dubrovnik - Pula - Podgorica |

## Galerija
- Hrasno po noći
- Sinagoga
- Katedrala
- Careva džamija
- Srpska saborna crkva
- Begova džamija 1900. godine
- Akademija likovnih umjetnosti
- Sarajevo u sumrak
- Panorama Sarajeva sa Zmajevca

### Članci
- Samardžija, Marko. 2003. Promjene imena hrvatskih naseljenih mjesta od mjeseca travnja do kraja godine 1941. Folia onomastica Croatica. Filozofski fakultet Sveučilišta u Zagrebu. Zagreb.  (12/13): 425–432
- Knjiga: "Nacionalni sastav stanovništva - Rezultati za Republiku po opštinama i naseljenim mjestima 1991.", statistički bilten br. 234, Izdanje Državnog zavoda za statistiku Republike Bosne i Hercegovine, Sarajevo.

## Vanjske poveznice
- Službeno mrežno mjesto Grada Sarajeva (boš.) (engl.)

### Ostali projekti
|  | Zajednički poslužitelj ima još gradiva o temi Sarajevo |